# Dinapate hughleechi
Dinapate hughleechi is een keversoort uit de familie boorkevers (Bostrichidae). De wetenschappelijke naam van de soort is voor het eerst geldig gepubliceerd in 1986 door Cooper.